# 윤중목
윤중목(1962년~)은 대한민국의 시인이자 영화평론가이다. 1989년 7편의 연작시 「그대들아」로 제2회 전태일문학상을 수상하며 문단에 나왔다. 2000년대 개봉된 20편의 한국장편상업영화를 대상으로 역사, 철학, 문학, 즉 인문학과 영화의 크로스오버를 시도한 저서 『인문씨, 영화양을 만나다』가 2007년 문화체육관광부 우수교양도서로 선정되며 영화평론가로서도 본격활동을 시작하였다. 고려대 경영학과와 헬싱키경제경영대학원을 졸업하였고, 한국IBM노동조합 제4대 위원장을 지냈다.

## 저작활동
그 밖의 지은 책으로는 시집 『밥격』, 에세이집 『수세식 똥, 재래식 똥』, 영화평론집 『지슬에서 청야까지』, 시사경제서 『캐나다 경제, 글로벌 다크호스』 등이 있으며, 또한 엮은 책으로 『독립영화워크숍, 그 30년을 말하다』가 있다. 현재 한국작가회의 이사, 영화공동체 대표, 그리고 문화그룹 목선재 대표로 있다.